# ドラゴンボール改 アルティメット武闘伝
『ドラゴンボール改 アルティメット武闘伝』（ドラゴンボールかい アルティメットぶとうでん）は、バンダイナムコゲームスより2011年2月3日に発売された、アニメ『ドラゴンボール改』を題材にしたニンテンドーDS用ゲームソフト。

## 概要
鳥山明の漫画作品『ドラゴンボール』のデジタルリマスターアニメ『ドラゴンボール改』を題材にした格闘アクションゲーム。開発はゲームリパブリックが担当。公式サイト内では「カンタン操作でバトル！」をポイントとしている。本作で登場するキャラクターは50人以上になる。また、ドラゴンボールのゲームではかなり珍しく、北の界王がまさかのプレイアブルキャラクターとして参戦した。
当時放送されたCMは悟空とセルが戦っている中、戦いを中断し、悟空がセルに「今日はこんくらいにしてDSやんねぇか？」とプレイを持ちかけ、セルが承諾するという内容だった。
初回特典として『ドラゴンボールヒーローズ』で使用できるベジータ（超サイヤ人）のオリジナルカードが封入されていた。

## バトルシステム
本作は、1対1の対戦が基本となる。また2対2や3対3といったチームバトルもあり、KOすると次に控えているキャラクターと戦闘を開始するシステムとなっている。
基本的なバトルシステムは以下の通り。
- 弱攻撃

Yボタンで威力は低いが素早く攻撃できる通常攻撃を行う。
- 強攻撃

Xボタンで隙は大きい代わりに威力が高い通常攻撃を行う。ボタンを押しっぱなしにするとチャージして攻撃する。
- コンビネーション攻撃

特定の手順で攻撃すると空中に浮かすことができ、その後すぐに攻撃ボタンを入力すると空中で攻撃し、最後に吹っ飛ばして攻撃する。
- ブロック（防御）

何も操作していない時に可能。弱攻撃と気功波を無効化する。また投げ系以外の必殺技のダメージを軽減できる。
- さけ

Bボタンで強攻撃や投げを避けることが可能。避けた場合は弱攻撃や必殺技で攻撃できる他、強攻撃で強力なカウンター攻撃が可能。避けている時だけ発動可能な必殺技もある。
- 投げ

Aボタンで相手を投げ、吹っ飛ばして攻撃可能。
- 気功波

Rボタンで気力ゲージを消費し、気功波を発射する。ボタンを押しっぱなしにするとチャージして放つことが可能。
- 気功波がえし

RボタンとLボタンの同時押しで気功波系の攻撃をかき消す、もしくは跳ね返すことが可能。ただし気功波がえしを行っている場合は気力ゲージを消費する。
- ジャンプ

十字ボタンの上を押すとジャンプができる。また十字ボタンの上を素早く2回押すと舞空術で浮遊する。浮遊している時に十字キーの下を素早く2回押すと地上に降りる。
- 必殺技

コマンドを入力するか下画面をタッチで発動。一定の気力を消費し、必殺技を発動できる。
- 気の開放

Lボタンを押しながら十字ボタンの上か下を入力、もしくは下画面をタッチで気の開放レベルを最大5段階まで変動させる。気の開放レベルが低いほど気力が回復していくが攻撃力や移動速度も低くなる。気の開放レベルが3の場合は気力は回復しないが攻撃力や移動速度は高くなる。気の開放レベルが高いほど攻撃力や移動速度も高くなるが気力が減少する。気力ゲージが0になると強制的にレベルが3になる。
- 超開放

A、B、X、Yを同時に押すと衝撃波を放ち、一定時間気の開放レベルが最大になる他、気力ゲージが減らなくなる。なお、ダメージを受けてる最中でも発動可能。ただし1回のバトル中に1度しか使えず、超開放が終了した後は気力ゲージが0になる。

### 究極技
必殺技同様コマンドを入力するか下画面をタッチで発動。気功波系と格闘系に分けられており、気功波系は一定の間溜めた後開放し、究極技を発動する。格闘系は一定の間溜めた後突撃するのでそれを相手に当てれば発動する。発動した場合、攻撃側と防御側に分かれてミニゲームがスタートする。条件にあわせてボタンを押し、勝てば究極技が直撃する。究極技発動時に発生するミニゲームは以下の通り。
- タイミングよく押せ！

飛んで来る気の玉が的の中心近くに重なった時にボタンを押すと得点が加算される。中心に近いほど点数は多いが行き過ぎてしまうと点数が加算されなくなる。
- 集めろ！

光る大きい気の玉を動かし、画面に散らばる気の玉を集めて得点を集める。白い玉と赤い玉を集めると得点が加算される。赤い玉は得点が高い他、取得が早いほど得点が多い。なお、黒い玉に触れると減点される。
- 入れろ！

魔封波の要領で上から降ってくる気の玉を操作して電子ジャーの中に入れると得点が加算される。十字ボタンの下を押すと気の玉が一気に下まで落ちる。気の玉を早く入れるほど得点が多い。電子ジャーのふちに当たると電子ジャーが飛んでしまう。電子ジャーが飛んだり入らなかった場合は得点は加算されない。
- 正解を選べ！

左の静止しているドラゴンボールと全く同じ星の数を持つドラゴンボールを右の4つの中から選ぶ。同じドラゴンボールを選べば得点が加算される。選ぶまでの時間が早いほど得点が多い。間違ったのを選んだ場合、得点は一切加算されない。
- 正確に押せ！

画面に表示されているボタンを連続で入力する。入力し終えるまでの時間が早いほど得点が多い。ただし間違った場合、得点は加算されない上、他の入力から打ち直しになる。
防御側は、ミニゲームを行わずダメージを半減するガードか、ミニゲームに勝てばダメージを受けずに済む「はじく」か、ミニゲームの難易度が高くなる上失敗すれば通常よりもダメージが大きくなるが、成功すれば逆に相手にダメージを与える「うち返す」のいずれかを選ぶ。ただし、格闘系の究極技を受けた場合は回避しか選べない。

## ゲームモード

### ストーリーモード
悟空たちの戦いの歴史を様々なエピソードで楽しめるモード。エピソード毎にバトルが発生する。バトルによっては一部の必殺技や究極技が使えない時もある。
エピソードは以下の通りである。
1.サイヤ人編
サイヤ人・ラディッツの襲来から悟空とベジータの対決まで。
2.ナメック星編
悟飯たちがナメック星に着いたシーンから悟空対ジース&バータまで。
3.フリーザ編
悟空対ギニューの戦いから超サイヤ人に覚醒した悟空対フリーザの戦いまで。
4.人造人間編
地球に降り立ったメカフリーザと謎の少年の戦いから人造人間17号と18号との戦いまで。
5.セル編
精神と時の部屋で修行する悟空たちのシーンから超サイヤ人2に覚醒した悟飯対セルの戦いまで。
6.天下一武道会編
悟飯がビーデルに舞空術を方法を教えるシーンからベジータ対魔人ブウとの戦いまで。
7.魔人ブウ編
超サイヤ人3となった悟空が魔人ブウをくいとめるシーンから純粋な存在となった魔人ブウとの決戦まで。
8.番外編
バーダックがフリーザに戦いを挑む、未来世界に帰還したトランクス対人造人間の戦い、そして悟空や悟飯がブロリーと戦うシーンが展開される。

#### メインエピソード
原作のストーリーを再現したエピソード。基本的にボイスは無いが一部のシーンではボイス有り。進行しているエピソードによっては、キャラクターの必殺技が使用不可になるのもある。

#### サブエピソード
メインエピソードでは描かれなかったストーリーを体験可能。

#### IFエピソード
『もしも』のエピソード。「ナッパがベジータに反逆したら？」や「ヤムチャがラディッツ、ベジータ、フリーザに挑んだら？」といった様々な展開で描かれるエピソード。

#### プレイアブルイベント
所謂QTE。特定のイベント中に発生する。2種類あり、表示されたボタンをタイミングよく押すか連打すればクリア。失敗してもすぐにリトライ可能だがリトライ回数にはカウントされる。このイベントはスキップ不可。

### チャレンジモード
敵と連続で戦っていくモード。チャレンジによってはキャラクターを複数選択することが可能。
各チャレンジおよびチャレンジのタイトルは以下の通り。
1：【vs鶴仙流】【vs亀仙流】【強襲！サイヤ人】
2：【vsZ戦士】【超サイヤ人はオレだ！】【強襲！ヤムチャ】
3：【逆襲のギニュー特戦隊】【恐怖のフリーザ一味】【ナメック星最強コンビ決定戦】
4：【vsZ戦士　その2】【サイヤ人の血】【精神と時の部屋】【もうひとつの未来】
5：【マッドサイエンティストの野望】【ベジータへの恨み】【フリーザは二度死ぬ】【燃えつきろ！増毛・植毛・超育毛】
6：【昨日の敵は今日の戦友】【いのちだいじに】【地球人最強は誰だ？】【カラフル戦士】【天下一武道会】
7：【vsZ戦士　ファイナル】【打倒孫一族】【春の超サイヤ祭】【決戦！銀河ギリギリの極悪人】【この世で一番強いヤツ！】

### CPU対戦
1vs1、2vs2、3vs3の3種類から選び、そのルールでCPUと対戦可能。

#### 通信対戦
同じソフトを持っているプレイヤーと対戦する。キャラクター選択後の待ち時間中はサタンを操作してポイントを集めることができる「サタンアタック」がプレイ可能。

### トレーニング
操作の練習ができるモード。気力が減らないように設定したり、CPUも細かく設定可能。

### カスタマイズ
ゲーム内で貰えるポイントを消費し、アクセサリやワードを購入可能。アクセサリはキャラクターの見た目が変わり、ワードはキャラクターをパワーアップさせる効果がある。特定のワードを組み合わせると特殊な効果が発動することがある。

## 登場キャラクター
気の開放レベルの数字はどのレベルまで変動可能かを表している。究極技の括弧内はどの種類かを示している。
孫悟空
声 - 野沢雅子
気の開放レベル：3まで
必殺技：かめはめ波、元気玉、界王拳
究極技：超元気玉【気功波系】
かめはめ波や元気玉は長押しでチャージ可能なほか、チャージすると強力になる。界王拳は使用すると一定時間の間、弱攻撃と強攻撃が防御不能な攻撃になる。
孫悟空 超サイヤ人
声 - 野沢雅子
気の開放レベル：4まで
必殺技：かめはめ波、瞬間移動、メテオスマッシュ
究極技：超かめはめ波【気功波系】
かめはめ波はチャージ可能なほか、チャージすると強力になる。瞬間移動はコマンド入力の場合、押したボタンによって移動するところが変わる。
孫悟空 超サイヤ人2
声 - 野沢雅子
気の開放レベル：4まで
必殺技：気合い砲、神龍脚、ドラゴンカウンター
究極技：究極メテオスマッシュ【格闘系】
気合い砲はダウン中の相手にも命中する。神龍脚（シェンロンきゃく）はタイミングよくボタンを押すか、アイコンをタッチで3連続まで攻撃可能。ドラゴンカウンターは弱攻撃や強攻撃、直接攻撃する必殺技に対して反撃可能。
孫悟空 超サイヤ人3
声 - 野沢雅子
気の開放レベル：5まで
必殺技：10倍かめはめ波、神龍拳、ダッシュハンマー
究極技：龍拳【格闘系】
10倍かめはめ波はチャージ可能なほか、チャージすると強力になる。神龍拳（シェンロンけん）はタイミングよくボタンを押すか、アイコンをタッチで4連続まで攻撃可能。
ベジット
声 - 野沢雅子 / 堀川りょう
気の開放レベル：5まで
必殺技：スピリッツソード、ダッシュハンマー、足だけで十分だぜ！
究極技：ファイナルスピリッツソード【格闘系】
超サイヤ人の状態で登場。足だけで十分だぜ！は弱攻撃や強攻撃、直接攻撃する必殺技に対して反撃可能。
ゴジータ
声 - 野沢雅子 / 堀川りょう
気の開放レベル：5まで
必殺技：ビッグバンかめはめ波、ソウルストライク、ムービングラッシュ
究極技：スターダストブレイカー【気功波系】
ビッグバンかめはめ波はダウン中の相手にも命中する。ソウルストライクはタイミングよくボタンを押すかアイコンをタッチで3連続まで攻撃可能。ムービングラッシュはさけている時だけ発動可能なカウンター技。
バーダック
声 - 野沢雅子
気の開放レベル：3まで
必殺技：スピリッツキャノン、サイヤキック、ワイルドカウンター
究極技：ファイナルスピリッツキャノン【気功波系】
スピリッツキャノンはチャージ可能なほか、チャージすると飛距離が伸びる。ワイルドカウンターは弱攻撃や強攻撃、直接攻撃する必殺技に対して反撃可能。
Mr.サタン
声 - なし
通信対戦時のミニゲーム「サタンアタック」でのみ使用可能。
孫悟飯（幼年）
声 - 野沢雅子
気の開放レベル：3まで
必殺技：連続エネルギー波、秘めたる力、土いじり
究極技：魔閃光【気功波系】
連続エネルギー波はボタンを連打するかアイコンを連続タッチで発射する回数が増える。秘めたる力は必殺技含めた気功波をかき消しながら攻撃可能。土いじりは発動している間相手からの攻撃を無効化する。
孫悟飯（少年）
声 - 野沢雅子
気の開放レベル：3まで
必殺技：魔閃光、激烈連脚、激烈エルボー
究極技：連続エネルギー波【格闘系】
魔閃光は相手の近くで放つとダウン中の相手でも命中する。激烈連脚はタイミングよくボタンを押すかアイコンをタッチで3連続まで攻撃可能。
孫悟飯（少年）超サイヤ人
声 - 野沢雅子
気の開放レベル：4まで
必殺技：爆裂パンチ、龍翔拳、真の力
究極技：もうゆるさないぞ【格闘系】
真の力は使用すると一定時間の間、弱攻撃と強攻撃が防御不能な攻撃になる。
孫悟飯（少年）超サイヤ人2
声 - 野沢雅子
気の開放レベル：5まで
必殺技：かめはめ波、龍翔拳、爆裂カウンター
究極技：親子かめはめ波【気功波系】
爆裂カウンターはボタンやアイコンを長押ししている間は弱攻撃や強攻撃、直接攻撃する必殺技に対して反撃可能なほか、反撃した後はボタンやアイコンをさらに押すと追加攻撃可能。
孫悟飯（青年）
声 - 野沢雅子
気の開放レベル：3まで
必殺技：気功双掌、貼山甲、龍門頂肘
究極技：激烈ラッシュ【格闘系】
気功双掌（きこうそうしょう）はダウン中の相手にも命中する。貼山甲は「てんざんこう」と読むほか、龍門頂肘は「りゅうもんちょうちゅう」と読む。
孫悟飯（青年）超サイヤ人
声 - 野沢雅子
気の開放レベル：5まで
必殺技：超魔閃光、激烈連脚、爆裂ラッシュ
究極技：超かめはめ波【気功波系】
超魔閃光は相手の近くで放つとダウン中の相手でも命中する。激烈連脚はタイミングよくボタンを押すかアイコンをタッチで4連続まで攻撃可能。
孫悟天
声 - 野沢雅子
気の開放レベル：3まで
必殺技：かめかめ波、残像拳、砂あそび
究極技：せ〜の！【格闘系】
残像拳はバリヤーやスーパーガードを除きあらゆる攻撃を無効化し、相手の背後に移動する。砂あそびは発動している間相手からの攻撃を無効化する。
孫悟天 超サイヤ人
声 - 野沢雅子
気の開放レベル：4まで
必殺技：かめかめ波、ハイスピードラッシュ、とっつげきぃ〜〜っ!!
究極技：かめはめ波【気功波系】
とっつげきぃ〜〜っ!!は必殺技含めた気功波をかき消しながら攻撃可能。
ベジータ
声 - 堀川りょう
気の開放レベル：3まで
必殺技：連続エネルギー波、ドライビングエルボー、高速ダッシュ
究極技：ギャリック砲【気功波系】
連続エネルギー波はボタンを連打するかアイコンを連続タッチで発射する回数が増える。高速ダッシュは使用すると相手に素早く近づく。
ベジータ 超サイヤ人
声 - 堀川りょう
気の開放レベル：4まで
必殺技：連続エネルギー波・改、アトミックブロー、拡散エネルギー波
究極技：超連続エネルギー波【格闘系】
連続エネルギー波・改はボタンを連打するかアイコンを連続タッチで発射する回数が増える。拡散エネルギー波は正面、斜め上、斜め下に気功波を放つ。
ベジータ 超サイヤ人2
声 - 堀川りょう
気の開放レベル：4まで
必殺技：くそったれがー!!!、ドライビングエルボー、ギャリックガンファイア
究極技：ビッグバンアタック【気功波系】
くそったれがー!!!は長押しでチャージ可能なほか、チャージすると強力になる。
ベジータ 魔人
声 - 堀川りょう
気の開放レベル：5まで
必殺技：ファイナルインパクト、アトミックブロー、ギャリックガンファイア
究極技：ファイナルフラッシュ【気功波系】
ファイナルインパクトはダウン中の相手にも命中する。
トランクス（少年）
声 - 草尾毅
気の開放レベル：3まで
必殺技：連続エネルギー波、残像拳、虫あそび
究極技：フルパワーエネルギー波【気功波系】
連続エネルギー波はボタンを連打するかアイコンを連続タッチで発射する回数が増える。残像拳はバリヤーやスーパーガードを除きあらゆる攻撃を無効化し、相手の背後に移動する。虫あそびは発動している間相手からの攻撃を無効化する。
トランクス（少年）超サイヤ人
声 - 草尾毅
気の開放レベル：4まで
必殺技：連続エネルギー波・改、ソニックナックル、エスケープボンバー
究極技：ビクトリーキャノン【気功波系】
連続エネルギー波・改はボタンを連打するかアイコンを連続タッチで発射する回数が増える。エスケープボンバーはダウン中の相手にも命中する。
ゴテンクス
声 - 野沢雅子 / 草尾毅
気の開放レベル：5まで
必殺技：スーパーゴーストカミカゼアタック、ギャラクティカドーナツ、激突ウルトラブウブウバレーボール
究極技：連続死ね死ねミサイル【格闘系】
超サイヤ人3の状態で登場。スーパーゴーストカミカゼアタックは相手が近づくと自動的に向かって行くゴーストを設置する。3体まで設置可能。ギャラクティカドーナツは相手に命中するとしばらくの間相手が動けなくなる。激突ウルトラブウブウバレーボールはさけている時だけ発動可能なカウンター技。
ピッコロ
声 - 古川登志夫
気の開放レベル：4まで
必殺技：爆力魔波、魔空包囲弾、左腕伸縮
究極技：魔貫光殺砲【気功波系】
爆力魔波はダウン中の相手にも命中する。魔空包囲弾は発動後しばらくしてから相手に見えない気弾で攻撃する。魔空包囲弾は気功波がえしでのみガード可能。
クリリン
声 - 田中真弓
気の開放レベル：3まで
必殺技：気円斬、拡散エネルギー波、太陽拳
究極技：気円烈斬【格闘系】
気円斬はボタンやアイコンを長押しすると色が変わり、さけることができない攻撃になる。拡散エネルギー波はボタンやアイコンを長押しするとタイミングを遅らせて発射可能。太陽拳は相手の視界をしばらくの間悪くするほか、どこにいても命中する防御不能な技となっている。
ヤムチャ
声 - 古谷徹
気の開放レベル：3まで
必殺技：繰気弾、狼牙風風拳、仙豆
究極技：新狼牙風風拳【格闘系】
繰気弾はボタンかアイコンを押し続けている間は十字ボタンで気弾を操作可能。狼牙風風拳はボタンやアイコンを連続で押すと攻撃回数が増える。仙豆は使用すると体力と気力が一定量回復するが、そのバトル中1回しか使えない。
界王
声 - 八奈見乗児
気の開放レベル：4まで
必殺技：大レンガ、趣味のドライブ、最高のギャグ
究極技：超スピード大レンガ【気功波系】
大レンガはボタンかアイコンを押し続けている間は、十字ボタンでレンガブロックを操作可能。趣味のドライブは空中では発動できないほか、地上の相手にしか命中しないが威力が高く、防御不能。また必殺技含めた気功波をかき消しながら攻撃可能なほか、ダウン中の相手にも命中する。最高のギャグは発動後しばらくの間、相手の動きを止める。
トランクス（青年）
声 - 草尾毅
気の開放レベル：3まで
必殺技：シャイニングスラッシュ、ライトニングニードル、スーパーガード
究極技：バーニングアタック【気功波系】
シャイニングスラッシュでの剣による攻撃は防御不能。ライトニングニードルは必殺技含めた気功波をかき消しながら攻撃可能なほか、防御不能。スーパーガードはダメージを受けて怯んでいる時でも発動可能。
トランクス（青年）超サイヤ人
声 - 草尾毅
気の開放レベル：4まで
必殺技：フィニッシュバスター、バーニングハンマー、ブレイジングニー
究極技：ヒートドームアタック【格闘系】
フィニッシュバスターは長押しでチャージ可能なほか、チャージすると強力になる。ブレイジングニーは命中するとコンビネーション攻撃に繋げることが可能。
天津飯
声 - 緑川光
気の開放レベル：3まで
必殺技：気功砲、太陽拳、四妖拳
究極技：新・気功砲【格闘系】
気功砲はボタンを連打するかアイコンを連続タッチで発射する回数が増えるほか、ダウン中の相手にも命中する。太陽拳は相手の視界をしばらくの間悪くするほか、どこにいても命中する。
餃子
声 - 江森浩子
気の開放レベル：2まで
必殺技：どどん波、超能力、仙豆
究極技：さよなら天さん【格闘系】
超能力は命中した相手の必殺技を封印する。超能力は気功波がえしでのみ防御可能だが、気功波がえしされた超能力が餃子自身に命中した場合でも必殺技が封じられる。仙豆は使用すると体力と気力が一定量回復するが、そのバトル中1回しか使えない。
ビーデル
声 - 皆口裕子
気の開放レベル：2まで
必殺技：イーグルキック、デスペラードラッシュ、仙豆
究極技：ビーデルラッシュ【格闘系】
イーグルキックは命中するとコンビネーション攻撃に繋げることが可能。仙豆は使用すると体力と気力が一定量回復するが、そのバトル中1回しか使えない。
ラディッツ
声 - 千葉繁
気の開放レベル：1のみ
必殺技：ダブルサンデー、サタデークラッシュ、くたばれ！
究極技：プレゼントしてやる！【気功波系】
ダブルサンデーはダウン中の相手にも命中する。サタデークラッシュはチャージ可能なほか、チャージすると飛距離が伸びる。
ナッパ
声 - 稲田徹
気の開放レベル：3まで
必殺技：クンッ！、ジャイアントバスター、あいさつしてやろう
究極技：ジャイアントストーム【格闘系】
クンッ！はコマンド入力の場合、押したボタンによって攻撃するところが変わるほか、ダウン中の相手にも命中する。あいさつしてやろうはダウン中の相手にも命中する。
ザーボン
声 - 三浦祥朗
気の開放レベル：3まで
必殺技：エレガントアロー、ブラッディダンス、スーパーガード
究極技：エレガントブラスター【気功波系】
ブラッディダンスはタイミングよくボタンを押すかアイコンをタッチで4連続まで攻撃可能。スーパーガードはダメージを受けて怯んでいる時でも発動可能。
ドドリア
声 - 長嶝高士
気の開放レベル：3まで
必殺技：ヘッドアタック、ドドリアバスター、ヒップドロップ
究極技：ドドリアヘッドブレイカー【格闘系】
ヒップドロップは空中で発動した場合、地上に降りることが可能。
フリーザ
声 - 中尾隆聖
気の開放レベル：4まで
必殺技：デスビーム、瞬間移動、今度は死ぬかもね
究極技：デスボール【気功波系】
最終形態の姿で登場。隠し衣装で第一形態の姿も登場する。瞬間移動はコマンド入力の場合、押したボタンによって移動するところが変わる。
メカフリーザ
声 - 中尾隆聖
気の開放レベル：4まで
必殺技：デスビーム、サイキックロック、デスソーサー
究極技：連続デスビーム【格闘系】
デスビームはタイミングよくボタンを押すかアイコンをタッチで発射する回数が増える。サイキックロックはその場に浮遊する岩を設置し、一定時間が経つと相手に飛んでいく。デスソーサーはボタンやアイコンを長押しすると色が変わり、さけることができない攻撃になるほか、速度も僅かに速くなる。
ギニュー
声 - 小西克幸
気の開放レベル：3まで
必殺技：ミルキーキャノン、ギニューポーズ、ボディチェンジ
究極技：スーパーミルキーキャノン【気功波系】
ギニューポーズは使用すると体力が減る代わりに一定時間の間、弱攻撃と強攻撃が防御不能な攻撃になる。同じ効果を持つ界王拳や真の力と比べるとデメリットがあるため、消費する気力の量は少ない。ボディチェンジは体力や気力含めて、相手のキャラクターと入れ替えることが可能。入れ替わったキャラクターでもボディチェンジは可能だが代わりに3番目の必殺技が使用できなくなる（孫悟空と入れ替わった場合、界王拳が使用できない）。ギニューと入れ替わったキャラクターはボディチェンジ以外の技しか使えない。
リクーム
声 - 佐々木誠二
気の開放レベル：3まで
必殺技：リクームキック、リクームデスドライバー、リクームポーズ
究極技：リクームイレイザーガン【気功波系】
リクームキックは一部の攻撃なら怯まないで攻撃可能。リクームポーズは使用すると一定時間の間、相手の攻撃を受けても怯んだりのけぞらなくなるが、投げや吹き飛ばす攻撃は通常通り吹っ飛ぶ。
ジース
声 - 岸尾だいすけ
気の開放レベル：3まで
必殺技：クラッシャーボール、クラッシャードライブ、ジースポーズ
究極技：ネオクラッシャーボール【気功波系】
クラッシャーボールは長押しでチャージ可能なほか、チャージすると気功波の速度が僅かに落ちるが代わりに相手をホーミングするほか、威力も僅かに高くなる。クラッシャードライブはチャージ可能なほか、チャージすると飛距離が伸びる。ジースポーズは使用すると一定時間の間、気力の回復スピードが上がるほか、本来は気力が回復しない気の開放レベルが3の状態でも気力が回復するようになる。
バータ
声 - 小野坂昌也
気の開放レベル：3まで
必殺技：マッハキック、青いハリケーン、バータポーズ
究極技：スペースマッハアタック【格闘系】
バータポーズは使用すると一定時間の間、移動スピードが上昇する。特に相手の方向へ移動する時のスピードは大きく上昇する。
グルド
声 - 高戸靖広
気の開放レベル：2まで
必殺技：タイムストップ、サイキックツリー、グルドポーズ
究極技：グルドスペシャル【格闘系】
タイムストップは使用すると一定時間の間、全ての動きを止める。動きが止まっている時に相手に攻撃を当てると効果が切れた時にダウンする。なお、タイムストップの効果が切れるとグルドが息を吐き出すモーションをとる。グルドポーズは相手の気力を減らすことが可能。
ブロリー
声 - 島田敏
気の開放レベル：5まで
必殺技：カカロット、リベンジドライバー、イレイザーキャノン
究極技：ギガンティックプレス【格闘系】
カカロットは使用した回数に応じてリベンジドライバーの攻撃回数が上昇し、強力になる。カカロットは9回まで重ね掛け可能。イレイザーキャノンはチャージ可能なほか、チャージすると飛距離が伸びる。
セル
声 - 若本規夫
気の開放レベル：4まで
必殺技：ダッシュ気功波、パーフェクトバリヤー、スパイクバスター
究極技：太陽系破壊かめはめ波【気功波系】
完全体の姿で登場。パーフェクトバリヤーはダメージを受けて怯んでいる時でも発動可能。
人造人間16号
声 - 緑川光
気の開放レベル：1のみ
必殺技：ロケットキャッチ、ヘルズドライバー、マシンインパクト
究極技：ヘルズフラッシュ【格闘系】
人造人間のため、気力ゲージが減らない。そのため必殺技も撃ち放題だが隙が大きかったり、威力が低い技となっている。ロケットキャッチは相手に命中するとしばらくの間相手が動けなくなる。マシンインパクトは一部の攻撃なら怯まないで攻撃可能。
人造人間17号
声 - 中原茂
気の開放レベル：1のみ
必殺技：インフィニットバレット、アンドロイドバリヤー、高速ダッシュ
究極技：アンドロイドラッシュ【格闘系】
16号同様、気力ゲージが減らない他必殺技も撃ち放題だが16号同様隙が大きかったり威力が低い。インフィニットバレットはボタンを連打するかアイコンを連続タッチで発射する回数が増える。同じ攻撃方法である連続エネルギー波と比べると直線上にしか撃てないほか、相手を吹き飛ばせず、怯ませるのみ。アンドロイドバリヤーはダメージを受けて怯んでいる時でも発動可能だが、同じ効果であるパーフェクトバリヤーと比べると使用後の隙が大きい。高速ダッシュは使用すると相手に素早く近づく。
人造人間18号
声 - 伊藤美紀
気の開放レベル：1のみ
必殺技：インフィニットバレット、デッドリーハンマー、スーパーガード
究極技：サディスティックラッシュ【格闘系】
16号や17号同様、気力ゲージが減らない他必殺技も撃ち放題だが16号と17号同様隙が大きかったり威力が低い。インフィニットバレットは17号と同じ性能。スーパーガードはダメージを受けて怯んでいる時でも発動可能だが、他のキャラクターが使うスーパーガードと比べると使用後の隙が大きい。
ドクター・ゲロ
声 - 矢田耕司
気の開放レベル：1のみ
必殺技：気功波吸収、気功波放出、体力回復
究極技：ドレインライフ【格闘系】
気力ゲージのシステムが異なり、格闘攻撃を当てるか気功波吸収で気力を回復可能。気力に応じて必殺技の性能が強化される。なお、気功波を撃ったり気功波がえしや受け身を使っても気力ゲージは減らない。気功波吸収は気功波がえしでかき消したり跳ね返すことが可能な必殺技を無効化しつつ、気力を回復することが可能。体力回復は気力を消費して体力を回復できる。
魔人ブウ（善）
声 - 塩屋浩三
気の開放レベル：4まで
必殺技：トルネードブレス、おかしになっちゃえっ！、ブウブウガム
究極技：よーい、ドン！【格闘系】
トルネードブレスは自身の前方にブロックでしか防御できない竜巻を設置する。おかしになっちゃえっ！は命中した相手をキャラメル、キャンディ、クッキーのいずれかに変化して食べる。キャラメルの場合は体力回復、キャンディの場合は気力回復、クッキーの場合は相手の攻撃を受けても怯まなくなる。ブウブウガムは相手に命中するとしばらくの間相手が動けなくなる。
魔人ブウ（悪）
声 - 塩屋浩三
気の開放レベル：4まで
必殺技：そんなのいやだーっ!!!、イルボールアタック、アサルトレイン
究極技：人類絶滅ホーミング弾【格闘系】
イルボールアタックは発動中、十字ボタンで自由に移動可能。アサルトレインはコマンド入力の場合、押したボタンによって攻撃するところが変わる。
魔人ブウ（純粋）
声 - 塩屋浩三
気の開放レベル：5まで
必殺技：ズームパンチ、瞬間移動、ダラダラカウンター
究極技：プラネットバースト【気功波系】
ズームパンチは必殺技含めた気功波をかき消しながら攻撃可能。瞬間移動はコマンド入力の場合、押したボタンによって移動するところが変わる。ダラダラカウンターは弱攻撃や強攻撃、直接攻撃する必殺技に対して反撃可能。

## ステージ
選べるステージは全部で15種類。どのステージもギミックはほとんど無い（一部ステージのみ左端もしくは右端で吹き飛ばした時は演出が変わり、回り込んで追撃するようになる）。
- 平原
- 岩山
- 都
- 山道
- 南の島
- 神様の神殿
- 精神と時の部屋
- 界王星
- 界王神界
- 天下一武道会会場
- セルゲーム会場
- セルゲーム会場崩壊
- ナメック星
- ナメック星崩壊
- 惑星ミート

## 関連書籍
Vジャンプブックス バンダイナムコゲームス公式攻略本 ニンテンドーDS版ドラゴンボール改 アルティメット武闘伝
集英社、2011年2月8日、ISBN 978-4-08-779585-1